# Wirtschaft in Hemer
Die Wirtschaft in Hemer ist überwiegend industriell geprägt. Historisch gewachsen ist die metallverarbeitende Industrie, die sich aus dem Eisenerz-Bergbau im heutigen Stadtgebiet entwickelte. Heute ist die Branche unter anderem durch einige Drahtwerke und Armaturenhersteller in Hemer vertreten. Der Weltmarktführer Grohe hat sein Stammwerk in Hemer und ist das größte Unternehmen der Stadt. Außerdem war die Papierherstellung bis in die Nachkriegszeit ein wichtiger Wirtschaftsfaktor, inzwischen ist die Industriestruktur differenzierter.
Die Bedeutung der Landwirtschaft ist unter anderem aufgrund des Reliefs gering. Der Anteil der Dienstleistungen an den Arbeitsplätzen in Hemer ist unterdurchschnittlich, einzig der Pflegebereich ist mit drei Kliniken und vier Heimen vergleichsweise groß.

## Wirtschaftliche Entwicklung

### Zeit vor der Industrialisierung
Um das Jahr 1000 n. Chr. entwickelte sich der Bergbau im Hemeraner Raum. Bislang wurden rund 100 Rennöfen im heutigen Stadtgebiet gefunden. Zu dieser Zeit begann auch der Untertagebau von Eisenerz im Felsenmeer. Mit einem Eisenanteil von mehr als 60 Prozent war das Material gut schmiedbar. Durch das Rohstoffvorkommen entwickelte sich in Hemer ab dem 13. Jahrhundert eine Eisenproduktion in Form von Floßöfen. Die Wasserkraft der Bäche trieb bei diesen Vorrichtungen einen Blasebalg an, der den Hochofen erhitzte. Das entstandene Osemund wurde danach in entsprechenden  Schmieden weiterverarbeitet. Spätestens seit dem 16. Jahrhundert gibt es im Hemeraner Raum auch Drahtrollen, die ebenso wie die Öfen und Schmieden meist von Landwirten im Nebenerwerb betrieben.
Im 16. Jahrhundert entstanden in Hemer wieder vermehrt Wassermühlen zum Betrieb von Hammerwerken und Drahtrollen. 1567 wurde die erste Papiermühle der Grafschaft Mark in Westig gebaut, 1624 eröffnete eine weitere in Niederhemer. Eisenschmelzen gab es ebenfalls in mehreren Ortschaften. Um 1650 begann der Abbau von Galmei im Nordwesten des heutigen Hemers. Im Dreißigjährigen Krieg wurde die Eisenförderung und -verarbeitung weitgehend eingestellt. Ein geregelter Gewerbebetrieb wurde erst rund 50 Jahre später wiederhergestellt. Die Papierherstellung litt weniger unter dem Krieg.

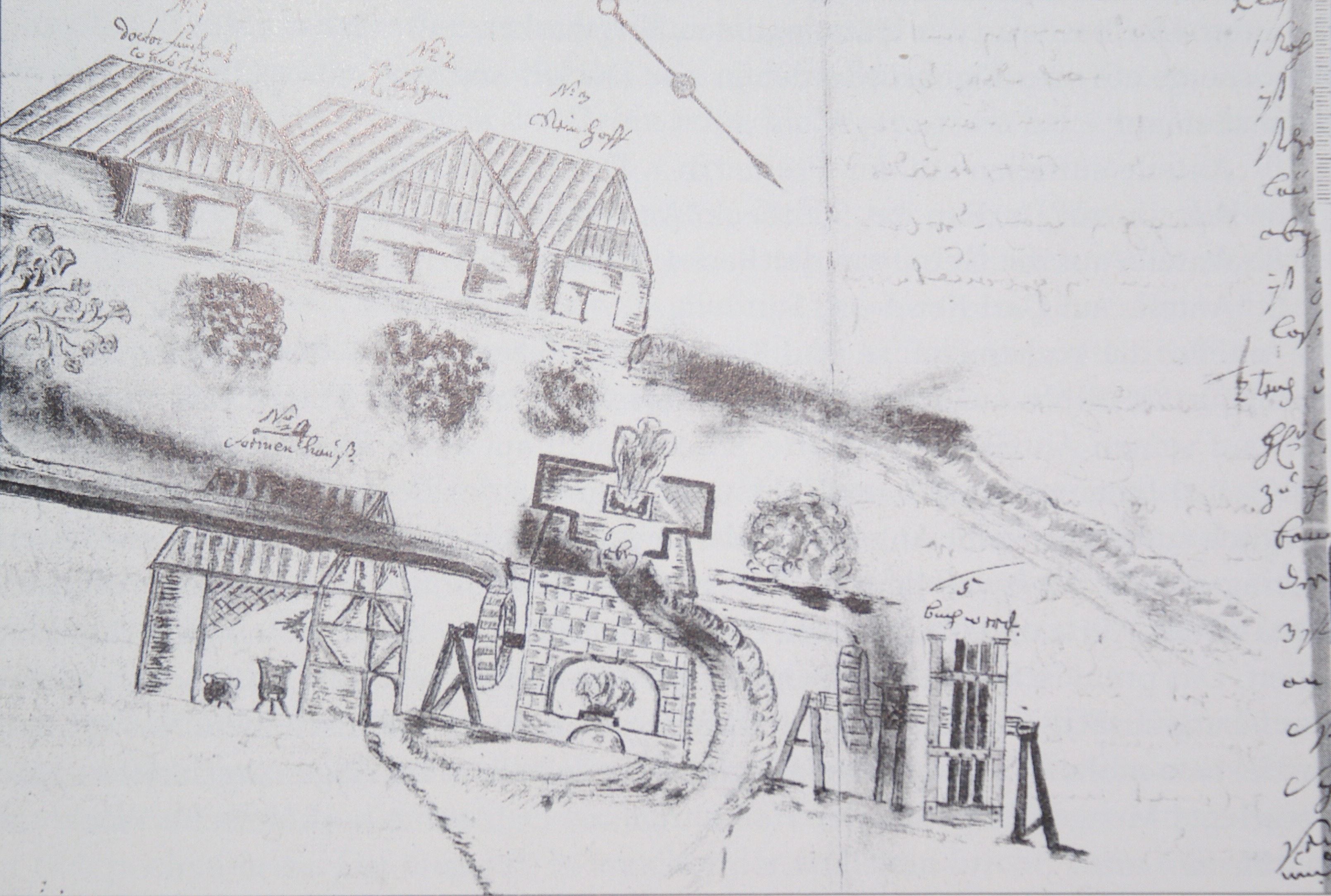
Sundwiger Eisenhütte (um 1742)

1739 nahm die Familie von der Becke den ersten richtigen Hochofen der Grafschaft Mark in Hemer in Betrieb. Der Galmeiabbau wuchs bis ins 18. Jahrhundert stetig, die Verhüttung begann 1752 in Letmathe. Die Drahtherstellung bildet seit dieser Zeit einen besonders wichtigen Wirtschaftszweig im Ihmerter Tal, wo etwa 50 Prozent der Bevölkerung in dieser Branche beschäftigt waren. Die Zahl der Papiermühlen stieg bis 1800 auf 14 im heutigen Stadtgebiet. Johann Diedrich von der Becke eröffnete eine Fingerhut-Fabrikation, für die er 1712 ein Privileg des preußischen Königs erhielt. Um 1800 war diese Fabrik die größte ihrer Art in Europa. Jährlich wurden rund fünf Millionen Fingerhüte und Nähringe hergestellt. Hemer gehörte in dieser Zeit zum märkischen Wirtschaftsraum, der sich damals in der Proto-Industrialisierung befand.
Unter Friedrich II. schwächte der wirtschaftliche Aufschwung ab, da auf viele Produkte der Hemeraner Wirtschaft Exportverbote verhängt wurden. Stattdessen wurden andere Branchen, wie das Textilgewerbe, subventioniert. Auch in Niederhemer entstanden Webereien. Unter napoleonischer Herrschaft verschärfte sich diese Problematik zuerst. Durch den beginnenden Wettbewerb wuchsen die rentablen Werke um 1813 wieder.

### Die Industrielle Revolution in Hemer
Die Industrielle Revolution zeigte sich in Hemer vor allem durch die Einführung der Dampfmaschine, die die Wasserkraft als Hauptantriebskraft ablöste. Vorreiter war in Hemer die Papierindustrie, deren Mühlen im 19. Jahrhundert in Fabriken ausgebaut wurden. Auch die Hersteller von Nägeln und andere drahtverarbeitenden Fabriken, die erst im 19. Jahrhundert in Hemer heimisch wurden, setzten früh auf Dampfmaschinen. Viele Drahtrollen erneuerten erst nach 1860 ihre Technologie aufgrund einiger regenarmer Sommer, in denen die Bäche nicht ausreichend Wasser führten. In diesem Zuge fusionierten einige Betriebe, um Dampfmaschinen unterhalten zu können. Im 18. Jahrhundert betrug die durchschnittliche Zahl der Beschäftigten bei zwei, 1908 bei 15. In der Papierindustrie blieben Fusionen größtenteils aus, viele kleine Unternehmen beendeten ihre Produktion. Andere Betriebe wurden von der Fabrikantenfamilie Ebbinghaus übernommen.

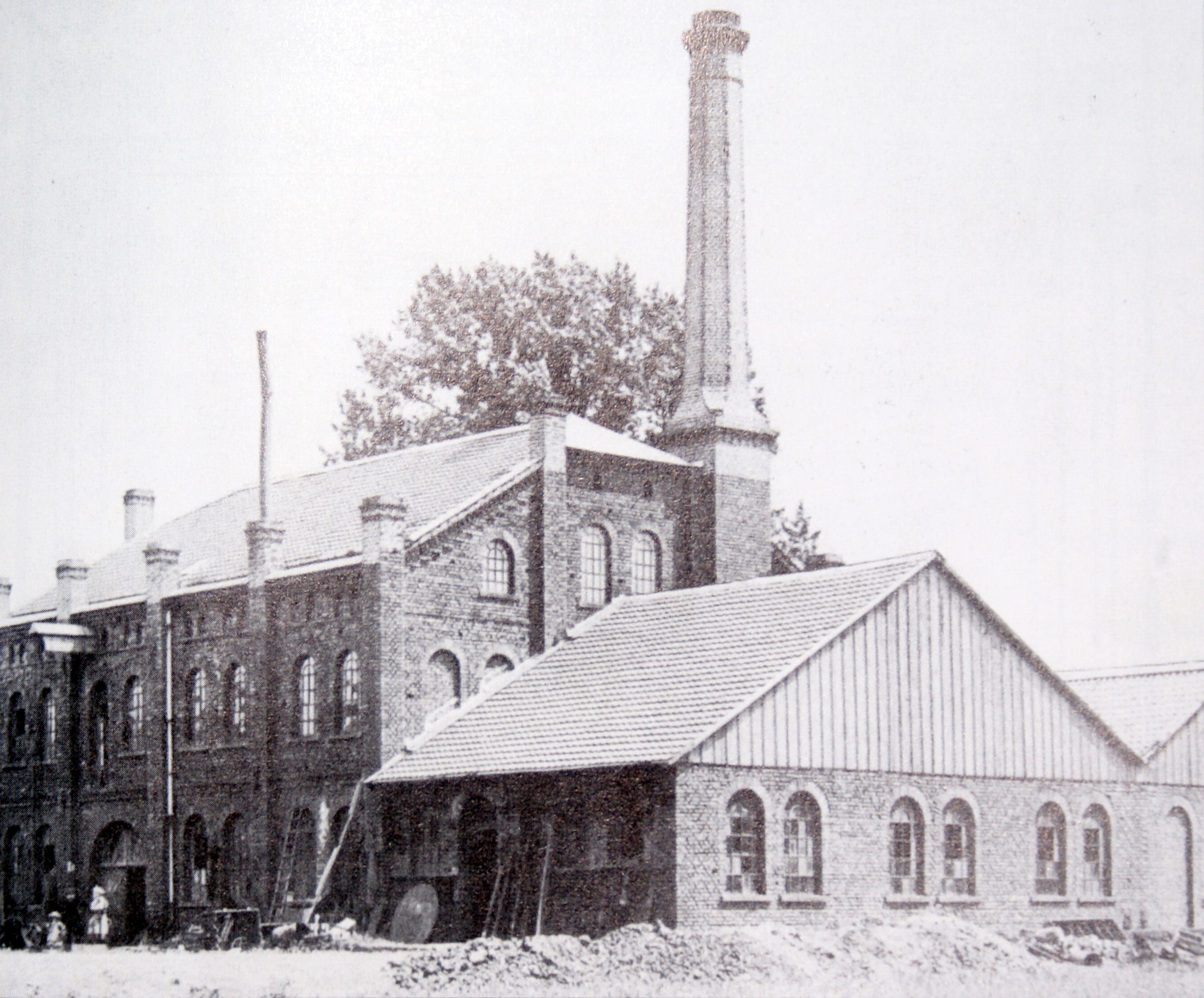
Die Papierfabrik Reinhard (Foto um 1900) ging 1988 in der Papier Union auf.

Die Galmeiförderung auf heutigem Hemeraner Stadtgebiet nahm ab 1817 zu, als in Letmathe eine Zinkhütte entstand. Unter Tage wurde Galmei im Schacht Krug von Nidda in Calle und im Tiefbau Westig gefördert, oberirdisch bestand ebenfalls in Westig die Grube Rosenbusch. Mehr als 1000 Arbeiter förderten jährlich bis zu 24.000 Tonnen (1889). Da die Vorkommen erschöpft waren und es wiederholt zu Wassereinbrüchen gekommen war, endete der Abbau in Hemer 1899. Aus dem Bergbau entstand im 19. Jahrhundert eine zinkverarbeitende Industrie. Die Neusilberverarbeitung wurde etwa eine bedeutende Branche in Hemer. Unter anderem wurden in Hemer Beschläge und Essbesteck hergestellt. Die größte Fabrik war Clarfeld & Springmeyer mit über 500 Beschäftigten vor dem Ersten Weltkrieg. Das Sundwiger Messingwerk verarbeitete das gewonnene Zink auf andere Weise und stellt bis heute Halbfabrikate her.
Die Ursprünge der Sundwiger Eisenhütte als Maschinenbau-Unternehmen für Walzen liegen ebenso im 19. Jahrhundert. An die Papierfabrik Reinhard war eine Maschinenproduktion angeschlossen.

### Entwicklung im 20. Jahrhundert
Unter der Weltwirtschaftskrise gegen Ende der 1920er-Jahre litt die exportorientierte Hemeraner Industrie. Einige Unternehmen gingen in Konkurs, etwa der Besteckhersteller Clarfeld & Springemeyer. Einige Schraubenfabriken wurden von größeren Konkurrenten wie der Hoesch AG übernommen, andere wurden stillgelegt. Die meisten Drahtfabriken überstanden die Krise dagegen ebenso wie die großen Maschinenbau-Unternehmen. Der Aufschwung für die Hemeraner Industrie begann spätestens mit der Aufrüstung des Deutschen Reichs 1934/35. Bis zum Ende des Krieges war die Wirtschaft weiterhin fast ausschließlich von der Metallindustrie geprägt.
Nach Kriegsende lief die Produktion relativ schnell wieder an, da viele Produkte aus Hemer für den Wiederaufbau zerstörter Städte gebraucht wurden. Strukturveränderungen begannen in den 1950er-Jahren.

## Heutige Wirtschaftsstruktur
In einer 2023 von der Stadt Hemer durchgeführten Befragung unter Hemeraner Unternehmen gaben 50 Prozent der befragten Unternehmen an, im Bereich Handels- und Gastgewerbe sowie Verkehr tätig zu sein, jeweils 21 Prozent gehörten dem Handwerk und dem Produzierenden Gewerbe und 18 Prozent der Dienstleistungsbranche an. 12 Prozent der befragten Unternehmen sind dem Bereich Finanzierung, Vermietung und Unternehmensdienstleister zuzuordnen. Der Anteil der Landwirtschaft liegt bei unter  einem Prozent.
Die Arbeitslosenquote lag mit 7,1 Prozent im Mai 2024 leicht unter dem Kreisdurchschnitt (7,4 Prozent). Ein Jahr zuvor waren 6,6 Prozent der Hemeraner ohne Arbeit. Das Pendlersaldo Hemers beträgt -862, 8252 Einpendler stehen 9114 Auspendlern gegenüber. 4752 Personen pendeln innerhalb Hemers zu ihrem Arbeitsplatz (Stand: 2024).
Hemer gehört als Teil des Märkischen Kreises zu der Region in Deutschland, die am härtesten von der Finanzkrise ab 2007 getroffen wurde.

### Landwirtschaft
Die Bedeutung der Landwirtschaft ist aufgrund der naturräumlichen Voraussetzungen Hemers gering. Aufgrund der relativen hohen Reliefenergie können nur wenige zusammenhängende Flächen genutzt werden. Die Bodenqualität ist in großen Teilen gering bis durchschnittlich und das Klima oft zu kühl. Ackerflächen befinden sich noch in Landhausen, Deilinghofen und Becke. Seit den 1970er-Jahren werden landwirtschaftliche Flächen, etwa in Urbecke, zunehmend in Bauland verwandelt. 2002 gab es in Hemer 54 landwirtschaftliche Betriebe, von denen 26 in Vollerwerb genutzt werden. 12 Betriebe verfügen über mehr als 30 Hektar Nutzfläche. Hauptanbauprodukte sind Getreide, Mais und Raps, die als Viehfutter und zur Weiterverarbeitung in der Sundwiger Mühle genutzt werden. Die Landwirtschaftsfläche von 15,82 Quadratkilometer enthält etwa 5 Quadratkilometer Grünland, das zur Weidewirtschaft genutzt wird. 2003 wurden in Hemer 2124 Schweine, 780 Kühe, 290 Schafe und 181 Pferde gehalten. Die Beschäftigtenzahl in der Land- und Forstwirtschaft 2002 bei 86, 21 weitere Beschäftigte arbeiteten in einem Steinbruch in Becke.

### Produzierendes Gewerbe
Wenngleich die historisch in Hemer gewachsene Branche der Metallverarbeitung in den letzten Jahren stetig an Bedeutung verloren hat, bildet sie immer noch einen Schwerpunkt der Hemeraner Industrie. In Westig, im Ihmerter und Stephanopeler Tal gibt es noch einige Drahtfabriken. Die größten dieser Unternehmen sind die Friedrich Lötters GmbH & Co. KG mit 130 und H. Künne & Co. mit dem Drahtseilwerk Hemer und 100 Mitarbeitern. Auch die Zahl der Maschinenbauunternehmen ist in den letzten Jahren auf 37 zurückgegangen, zu den größten zählen heute die Andritz Sundwig GmbH (ca. 400 Beschäftigte) und die Ernst Koch GmbH u. Co. KG (120 Beschäftigte). Eisengießereien gibt es in Hemer dagegen nicht mehr.

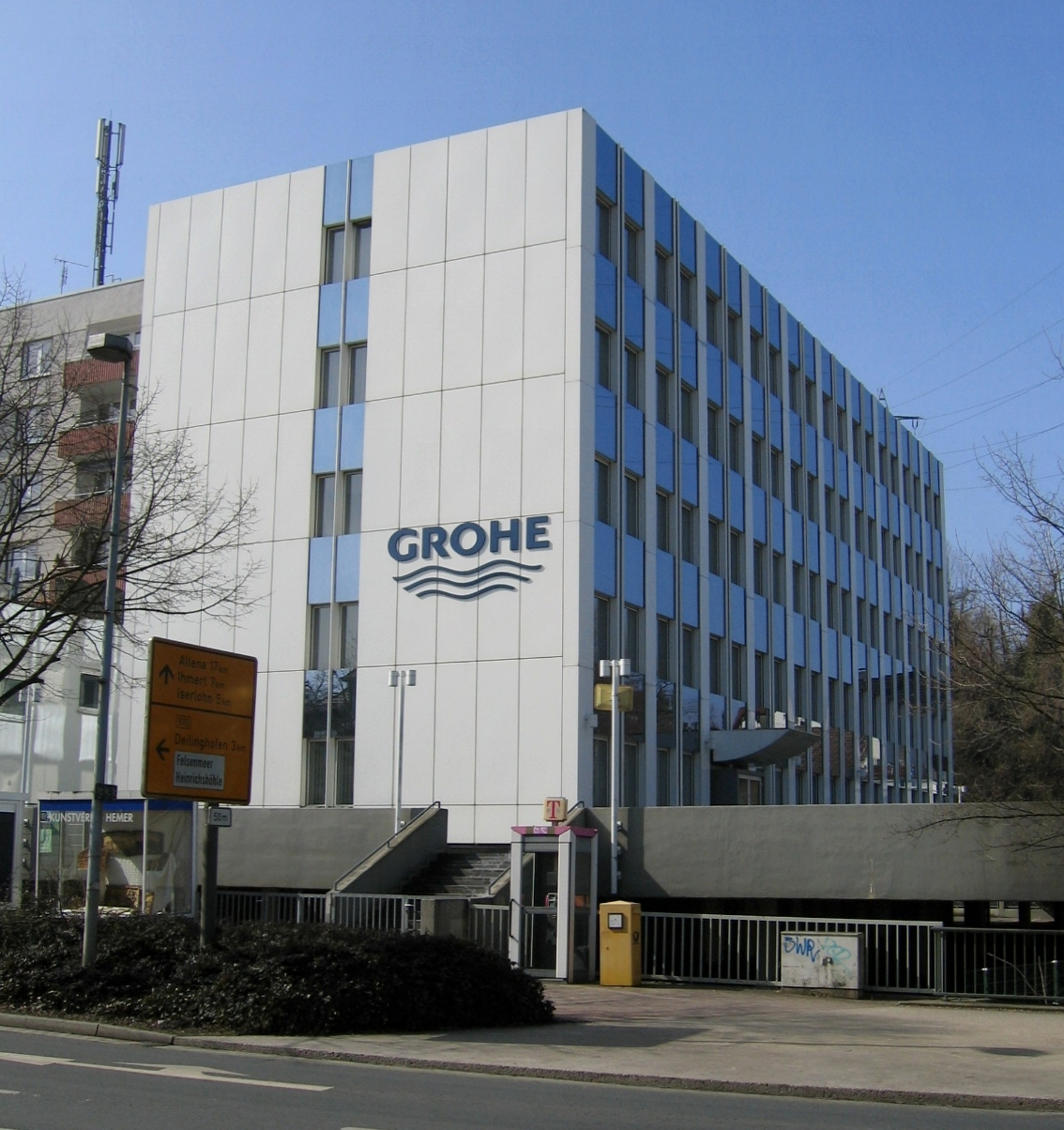
Ehemalige Grohe-Verwaltung in Oberhemer

Das größte Industrie-Unternehmen der Stadt ist der Sanitärarmaturen-Hersteller Grohe, der als Weltmarktführer in Hemer etwa 1500 Mitarbeitern beschäftigt. Badzubehör stellt die Firma Keuco her, bei der rund 400 Menschen arbeiten. Zu den größten Industrie-Arbeitgebern gehören inzwischen auch Unternehmen, deren Branchen in Hemer nicht historisch begründet liegen. MWV Calmar (400 Mitarbeiter) ist in der Kunststoffverarbeitung tätig, die Schulte & Co. GmbH (435 Mitarbeiter) stellt Autozubehör her. Führend auf ihren Gebieten sind auch die Firma Haltec Hallensysteme und der Ölbrenner-Produzent Giersch.
Mit einem Anteil von 54,1 Prozent an den Beschäftigten bildet das Verarbeitende Gewerbe weiterhin das größte Wirtschaftssegment in Hemer. Größere Gewerbeflächen gibt es in Westig (Industriegebiet Eisenbahnschleife), Deilinghofen (Gewerbepark Deilinghofen) und Becke (Industriepark Edelburg). Vor allem im Gewerbepark in Deilinghofen, der nach der Schließung der dortigen britischen Kaserne geschaffen wurde, siedelten sich zahlreiche auswärtige Unternehmen an.

### Dienstleistungen
Der Anteil der Dienstleistungen ist in Hemer vergleichsweise klein. Es gibt keine überörtlichen Behörden, der Tourismus und das Versicherungswesen sind kaum ausgeprägt. Der Anteil des Großhandels liegt im Kreisdurchschnitt, der des Einzelhandels weit darunter. Die Hälfte der Hemeraner Kaufkraft wird außerhalb des Stadtgebiets ausgegeben. In einem Gutachten wurde 2007 festgestellt, dass der Innenstadt vor allem Bekleidungs-, Elektronik- und Schmuckgeschäfte fehlen. Die Stadt versucht dem durch die Einrichtung von Einkaufszentren in der Innenstadt zu verändern. 2009 eröffnete das Hademare-Center in der Fußgängerzone, an der parallel verlaufenden Bahnhofsstraße liegen das Nöllenhof- und das Felsenmeer-Center. Auf einem ehemaligen Fabrikgelände in der Innenstadt wurde am 14. April 2011 ein Fachmarktzentrum eröffnet, an dem seit dem Vorjahr gebaut worden war.
Der Tourismus ist in Hemer nur schwach entwickelt, obwohl mit der Heinrichshöhle und des Felsenmeers Naturdenkmale vorhanden sind. Diese sind derzeit kaum erschlossen und werden fast nur von Tagestouristen besucht. In Hemer gibt es vier Hotels und fünf Pensionen, daneben ein Freizeitheim für Jugendliche. Die Auslastung der insgesamt 114 Betten liegt bei knapp 30 Prozent.

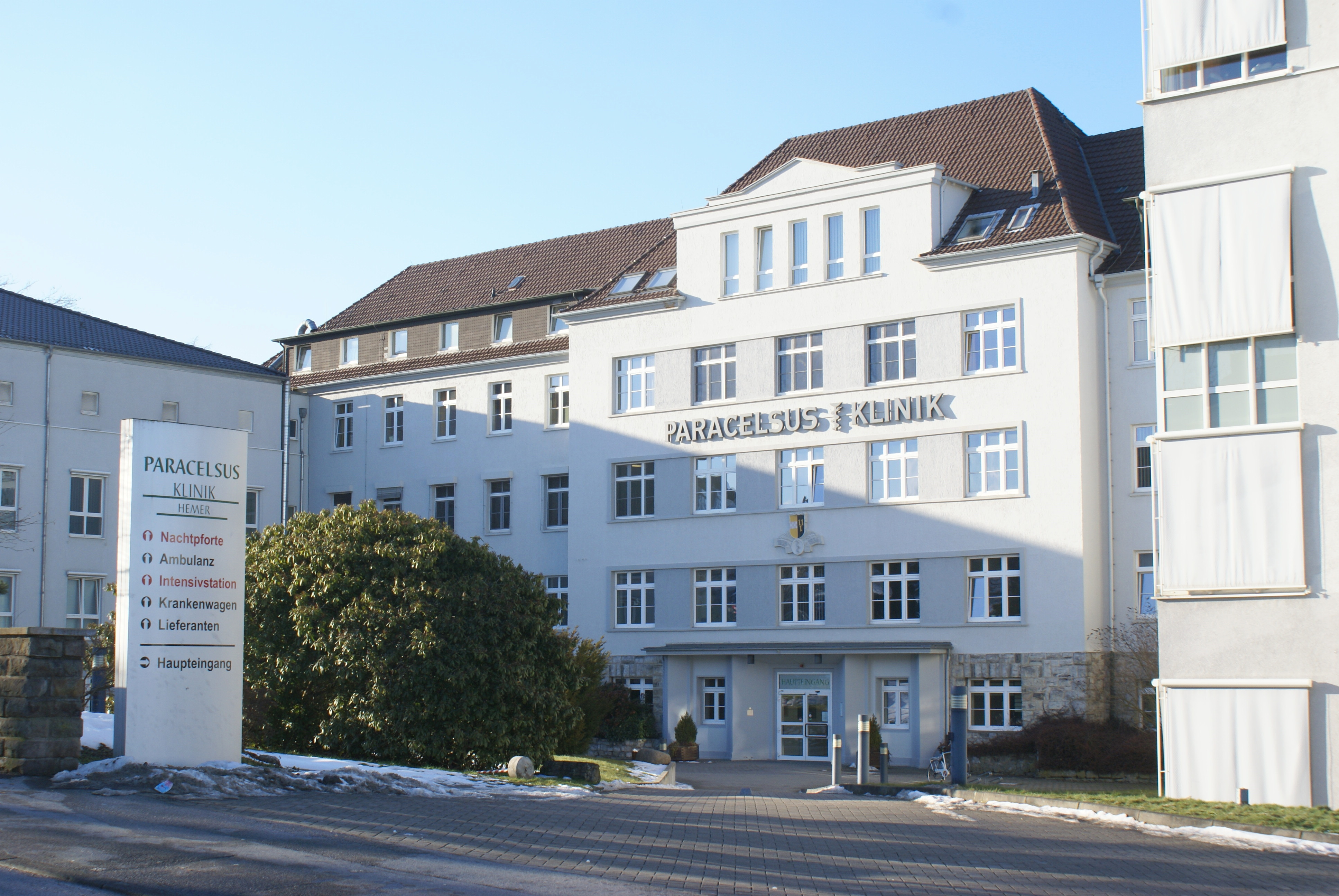
Paracelsus-Klinik, das frühere Amtskrankenhaus

In Hemer gibt es drei Kliniken und vier Altenheimen. Das frühere Amtskrankenhaus gehört seit 1984 zu den Paracelsus-Kliniken. Die Lungenklinik Hemer und die LWL-Klinik Hemer für Psychiatrie sind von übergeordneter Bedeutung. Mit zusammen etwa 1200 Mitarbeitern bilden die Kliniken einen bedeutenden Wirtschaftsfaktor. Im Stadtgebiet gibt es 56 niedergelassene Ärzte. Die meisten der niedergelassenen Hausärzte gehen allerdings in den kommenden Jahren in Rente, was den ohnehin schon bestehenden Hausärztemangel noch weiter verstärken wird. Die Zahl der Apotheken hat sich in einem Jahrzehnt von neun auf vier reduziert.
Die Stadtwerke Hemer sind einer der Hauptlieferanten für Gas und Wasser in der Stadt. Die Stromversorgung erfolgt über die RWE und die Energieversorgung Ihmert, in dessen Einzugsbereich im Ihmerter Tal knapp 3800 Menschen leben. Die Stadt übernimmt die Abwasserentsorgung. 2002 waren im Bereich der öffentlichen und privaten Dienstleistungen 2042, in der Energie- und Wasserversorgung 44 Mitarbeiter angestellt. Daneben arbeiteten rund 315 Beschäftigte in der öffentlichen Verwaltung.
Hemer ist Sitz der Sparkasse Märkisches Sauerland Hemer–Menden, die 2009 durch die Fusion der ehemals selbstständigen Stadtsparkasse Hemer mit der Sparkasse Menden entstanden ist. Die Mendener Sparkasse war zuvor in finanzielle Schwierigkeiten geraten und auf eine Fusion angewiesen. Darüber hinaus gibt es in Hemer Filialen der Märkischen Bank, der Volksbank in Südwestfalen und der Commerzbank. In Hemer arbeiteten 2002 rund 300 Beschäftigte im Kredit- und Versicherungsgewerbe.
Unternehmen aus den Bereichen der Forschung und Entwicklung sind seit 2007 im Zentrum für Sicherheits- und Katastrophenschutztechnik (ZSK) angesiedelt. Auf dem Konversionsgelände der ehemaligen Blücher-Kaserne forschen rund 20 Unternehmen im Verbund an Projekten zur Minenräumung und Waldbrandbekämpfung. Das ZSK schuf bis zum Ende des Jahres 2008 rund 100 Arbeitsplätze.

## Wirtschaftliche Perspektiven

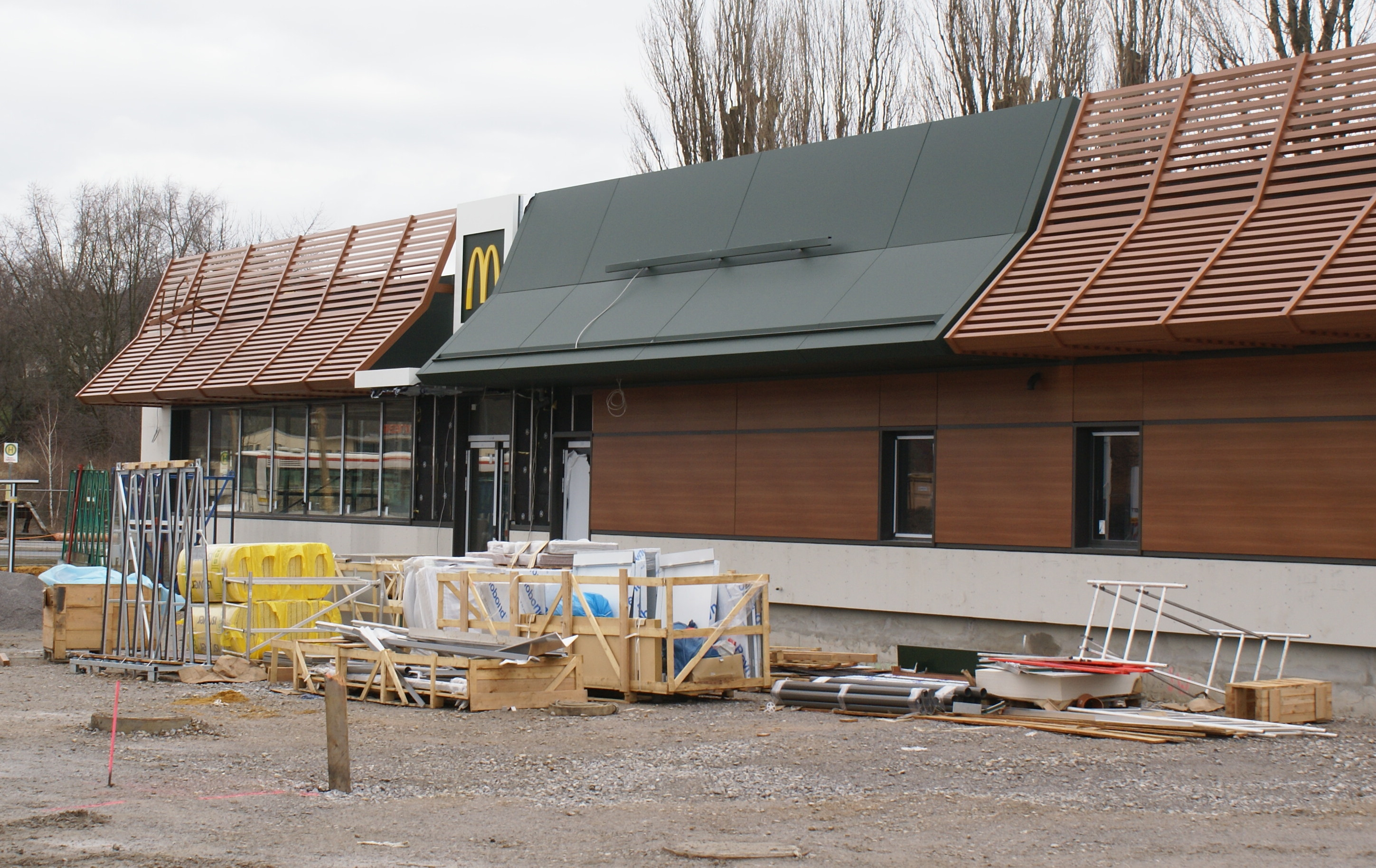
McDonald’s eröffnete zur Landesgartenschau in Hemer

Die Landesgartenschau Hemer 2010 führte zu einem Wachstum im Bereich des Fremdenverkehrs. Das Felsenmeer wurde in diesem Zuge attraktiver erschlossen. Nördlich davon entstand der Sauerlandpark mit dem Jübergturm als neuem Wahrzeichen der Stadt.
Die Verkehrsanbindung erfolgt in Hemer hauptsächlich über die A 46, deren Lückenschluss zwischen Hemer und Neheim diskutiert wird. Der Trassenverlauf in Hemer steht fest; bis 2023[veraltet] soll das Teilstück fertiggestellt sein. Durch den Autobahnbau wären unter anderem die Werke der Großunternehmen Grohe und Keuco besser an das Fernverkehrsnetz angeschlossen. Durch den Bau einer Westtangente zwischen Hemerhardt und Westig würde der Anschluss des Gewerbegebiets Eisenbahnschleife verbessert. Den Bebauungsplan zur Errichtung der Westtangente hat das Oberverwaltungsgericht für das Land Nordrhein-Westfalen durch Urteil vom 19. April 2007 – 7 D 118/06.NE – für unwirksam erklärt.

### Wirtschaftsförderung
Die Grundstücks- und Wirtschaftsförderungsgesellschaft (GWG) wurde 1992 als 100-prozentige Tochter der Stadt Hemer gegründet. Ziel der GWG ist es, die Hemeraner Wirtschaft, zum Beispiel durch Neuansiedlungen zu stärken. So vermarktete die GWG unter anderem die Grundstücke der verschiedenen Industriegebiete. Zudem soll die GWG Kompetenzen im Bereich des Maschinenbaus und der Messtechnik bündeln, und so für Agglomerationsvorteile in Hemer zu sorgen. Aus diesem Grund gehört die Gesellschaft zum Inno IndustrieNetzwerks des nördlichen Märkischen Kreises.
Die Wirtschaftsinitiative Hemer (WIH) ist ein Zusammenschluss von Hemeraner Unternehmen, um die Wettbewerbsfähigkeit und Attraktivität des Wirtschaftsstandorts Hemer zu erhöhen. Seit Auflösung der Werbegemeinschaft Der Hemeraner gehört ein Einzelhandelsausschuss der WIH an. Gemeinsam mit Initiativen aus Iserlohn, Menden und Balve gehört die WIH der Wirtschaftsinitiative Nordkreis (WIN) an, die im Jahr 2000 entstanden ist. Die WIN soll das kommunalpolitische Städtenetz Balve, Hemer, Iserlohn und Menden unterstützen. So strebt die Initiative unter anderem die Einrichtung eines interkommunalen Gewerbegebiets an.